# Borralha
Borralha is een plaats (freguesia) in de Portugese gemeente Águeda en telt 2 221 inwoners (2001).